# Lee Cronin (Regisseur)

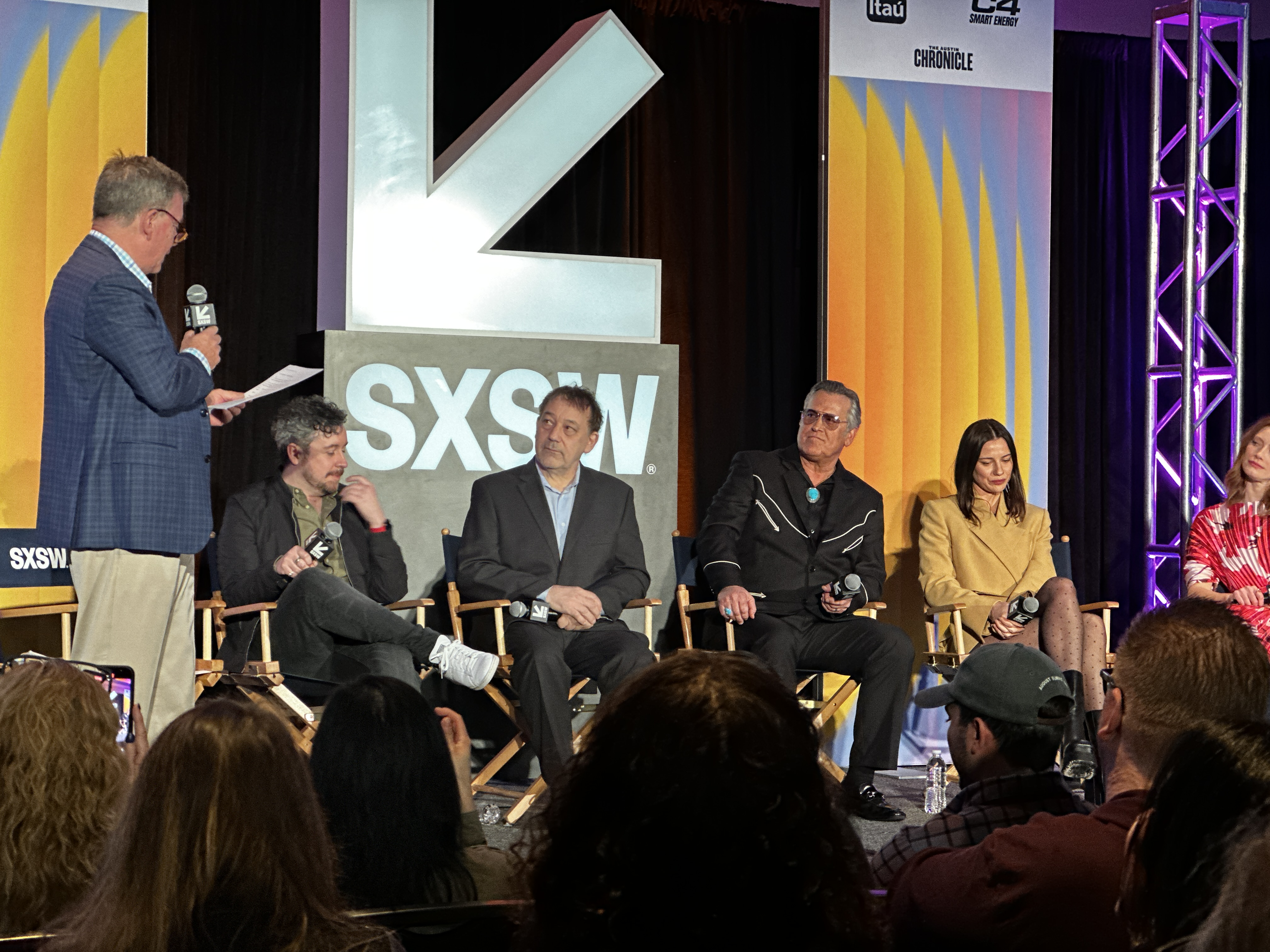
Lee Cronin (zweiter von links) auf dem South-by-Southwest-Filmfestival 2023

Lee Cronin (* 1982 in Skerries) ist ein irischer Filmregisseur und Drehbuchautor.

## Leben und Karriere
Lee Cronin wurde 1982 in der irischen Küstenstadt Skerries nordöstlich von Dublin geboren, wo er in einer katholischen Familie gemeinsam mit vier älteren Geschwistern aufwuchs. Da der Altersunterschied mehr als neun Jahre betrug, kam Cronin schon früh in Kontakt mit Horrorfilmen. Insbesondere die dort gezeigten Spezialeffekte und sein Vater, der selbst hobbymäßig Super-8-Filme drehte, veranlassten ihn dazu, bereits in Jugendjahren Regisseur werden zu wollen. Um finanzielle Unabhängigkeit zu erlangen, arbeitete Cronin zunächst für mehrere Jahre in einem Supermarkt. Als ihm dort mit Anfang zwanzig schließlich die Stelle eines Junior Managers angeboten wurde, fokussierte sich Cronin jedoch wieder auf eine Karriere als Filmemacher.
Cronin besuchte im Anschluss die National Film School am Dún Laoghaire Institute of Art, Design and Technology in Dublin. Dort drehte er 2010 den Horror-Kurzfilm Through the Night, der auf internationalen Genrefestivals gezeigt wurde. Drei Jahre später folgte der Fantasy-Kurzfilm Ghost Train, der den zweithöchsten Preis der Méliès International Festivals Federation gewinnen konnte und 2016 als Teil des Episodenfilms Minutes Past Midnight veröffentlicht wurde. Nach diesen Erfolgen arbeitete Cronin zunächst als Regisseur in der Werbebranche, ehe er 2017 seinen Debütfilm The Hole in the Ground drehte. Dieser feierte im Januar 2019 auf dem Sundance Film Festival seine Premiere und wurde später in den namhaften Verleih von A24 aufgenommen.
Der von der Kritik gelobte The Hole in the Ground erwies sich für Cronin letztendlich als Durchbruch in Hollywood. Von Sam Raimi wurde er eigens ausgewählt, das Spin-off Evil Dead Rise (2023) innerhalb der Tanz-der-Teufel-Reihe zu inszenieren, das mit Einnahmen von fast 150 Millionen US-Dollar zum finanziell erfolgreichste Film eines irischen Regisseurs wurde. Im Folgejahr gründete Cronin sein eigenes Produktionsunternehmen Doppelgängers, mit dem er unter anderem eine Neuverfilmung des Horrorklassikers Die Mumie (1932) für Warner Bros. umsetzen soll.

## Filmografie
- 2004: Wilbur & Anto (Kurzfilm)
- 2010: Through the Night (Kurzfilm)
- 2011: Billy & Chuck (Kurzfilm)
- 2013: Ghost Train (Kurzfilm)
- 2019: The Hole in the Ground
- 2020: 50 States of Fright (Fernsehserie, 2 Folgen, nur Regie)
- 2023: Evil Dead Rise